# Cristobalite
La cristobalite est un minéral composé de dioxyde de silicium, de formule SiO2 et qui contient des traces de Fe, Ca, Al, K, Na, Ti, Mn, Mg et P. Il est stable seulement au-dessus de 1 470 °C, mais il peut cristalliser et persister dans un état métastable à des températures plus basses. La persistance de la cristobalite en dehors de son domaine de stabilité thermodynamique est possible, grâce à des barrières cinétiques qui empêchent la transformation de phase reconstructive par réorganisation atomique.

## Historique de la description et appellations

### Inventeur et étymologie
La cristobalite a été décrite en 1887 par le minéralogiste allemand Gerhard vom Rath (1830-1888).
Le nom cristobalite dérive de sa localité type, le cerro San Cristóbal à Santiago (Chili).

### Topotype
La localité type se trouve à Cerro San Cristóbal, Mun. de Pachuca, Hidalgo, au Mexique. Ce site est également le gisement type de la tridymite.

## Caractéristiques physico-chimiques

### Variété
Il existe une variété associant étroitement la cristobalite et la tridymite : la lussatite (ou opale-CT).

### Cristallographie
À partir de 1925, l’application des rayons X à la cristallographie permet d'avoir une première idée de sa structure.
La cristobalite est la phase cubique à haute température de la silice. Le même type de couche qui existe dans la tridymite est présente aussi dans la cristobalite, mais la topologie des liaisons entre couches successives est différente : les tétraèdres sont ici en configuration trans au lieu de cis, et par conséquent les canaux continus qui existent dans la tridymite sont remplacés par des cages dans la cristobalite.
La transition cristobalite → tridymite est reconstructive ; la cristobalite peut donc subsister dans une région métastable. À basse température, elle donne un polymorphe tétragonal (α), une phase entièrement métastable.
| Cristallographie de la cristobalite               |                                  |                                             |
| Nom                                               | α-Cristobalite                   | β-Cristobalite                              |
| Système cristallin                                | tétragonal                       | cubique                                     |
| Classe cristalline                                | {\displaystyle 4\ 2\ 2\,}        | {\displaystyle 4/m\ {\bar {3}}\ 2/m}        |
| groupe d'espace                                   | {\displaystyle P\ 4_{1}2_{1}2\,} | {\displaystyle F\ 4_{1}/d\ {\bar {3}}\ 2/m} |
| Cellule élémentaire                               | a = 497,8 pm c = 694,8 pm        | a = 716,6 pm                                |
| Nombre de formules chimiques par unité de cellule | 4                                | 8                                           |

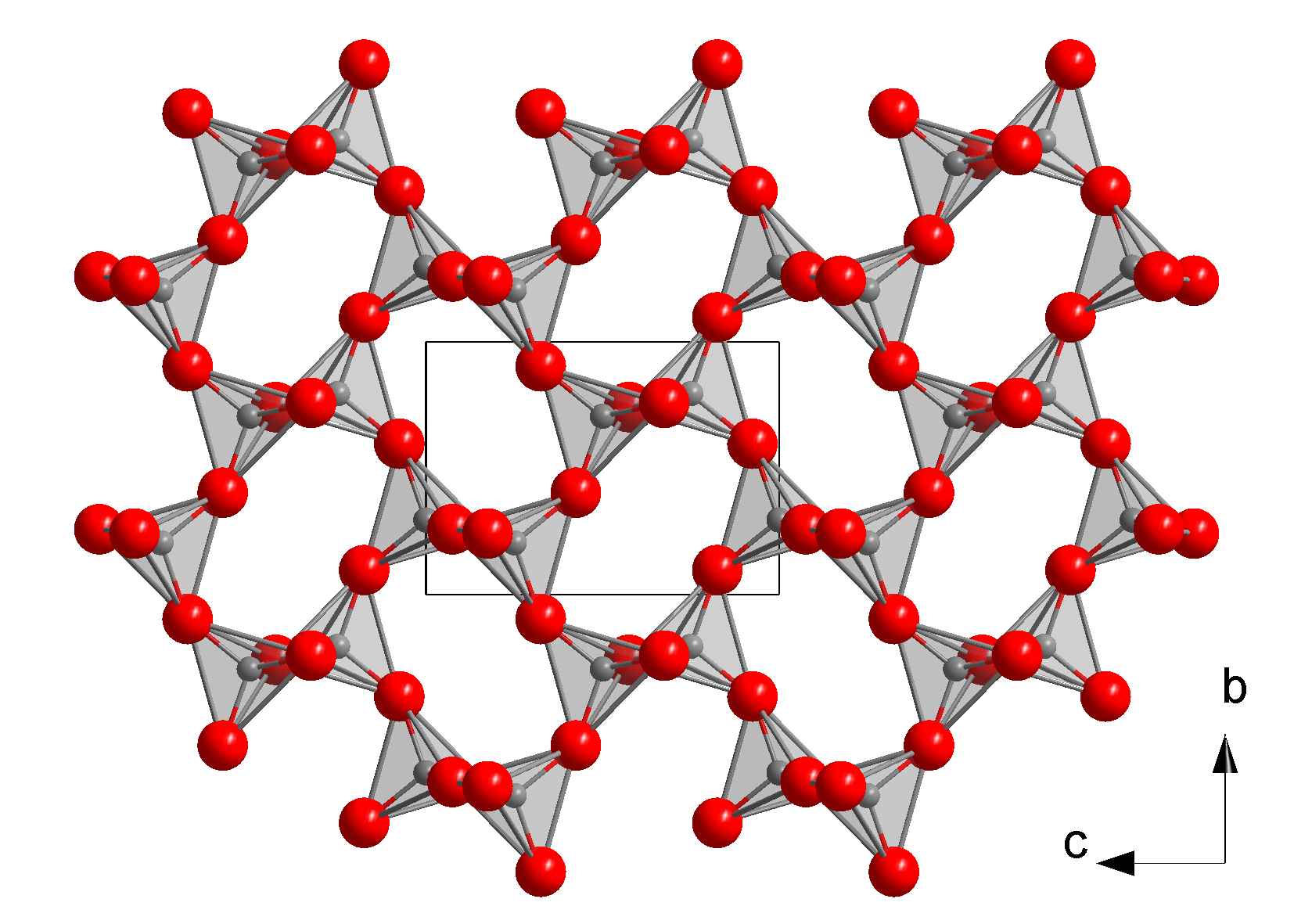
Structure cristalline de l'α-cristobalite.
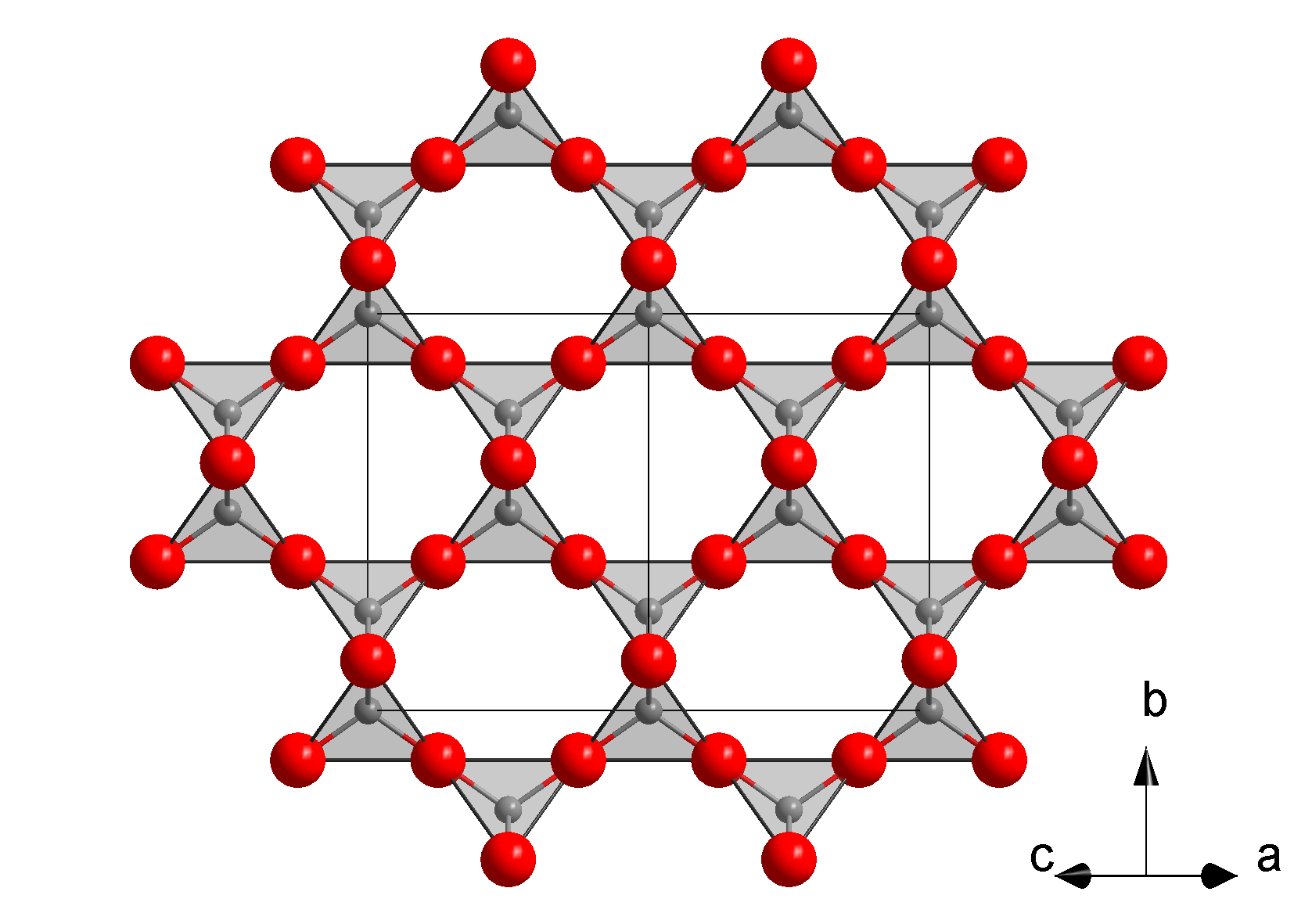
Structure cristalline de la β-cristobalite.

## Gîtes et gisements

### Gîtologie et minéraux associés
La cristobalite se forme à haute température dans les roches ignées acides. Elle peut se former à plus basse température dans des dépôts biochimiques. Elle est également présente dans les météorites et est l'un des constituants des roches lunaires.
Les minéraux associés sont l'augite, la hornblende, le quartz β, l'olivine, la pseudobrookite, la sanidine et la tridymite.

### Gisements producteurs de spécimens remarquables
Elle est très répandue dans le monde.
En France
- Mont Denise, Espaly-Saint-Marcel, Le Puy-en-Velay, Haute-Loire, Auvergne[6]
- Sarliève, Cournon-d'Auvergne, Clermont-Ferrand, Puy-de-Dôme, Auvergne[7]
- Lussat, Pont-du-Château, Puy-de-Dôme, Auvergne
- Courgas ravine, Apt, Vaucluse, Provence-Alpes-Côte d'Azur[8]

Dans le monde
- Francon quarry, Saint-Michel District, Montréal, Jacques Cartier Co., Québec, Canada[9]
- Morne Serpent, Grande Rivière Village, Sainte Lucie[10]

## Exploitation des gisements

### Utilisation
- En pétrographie

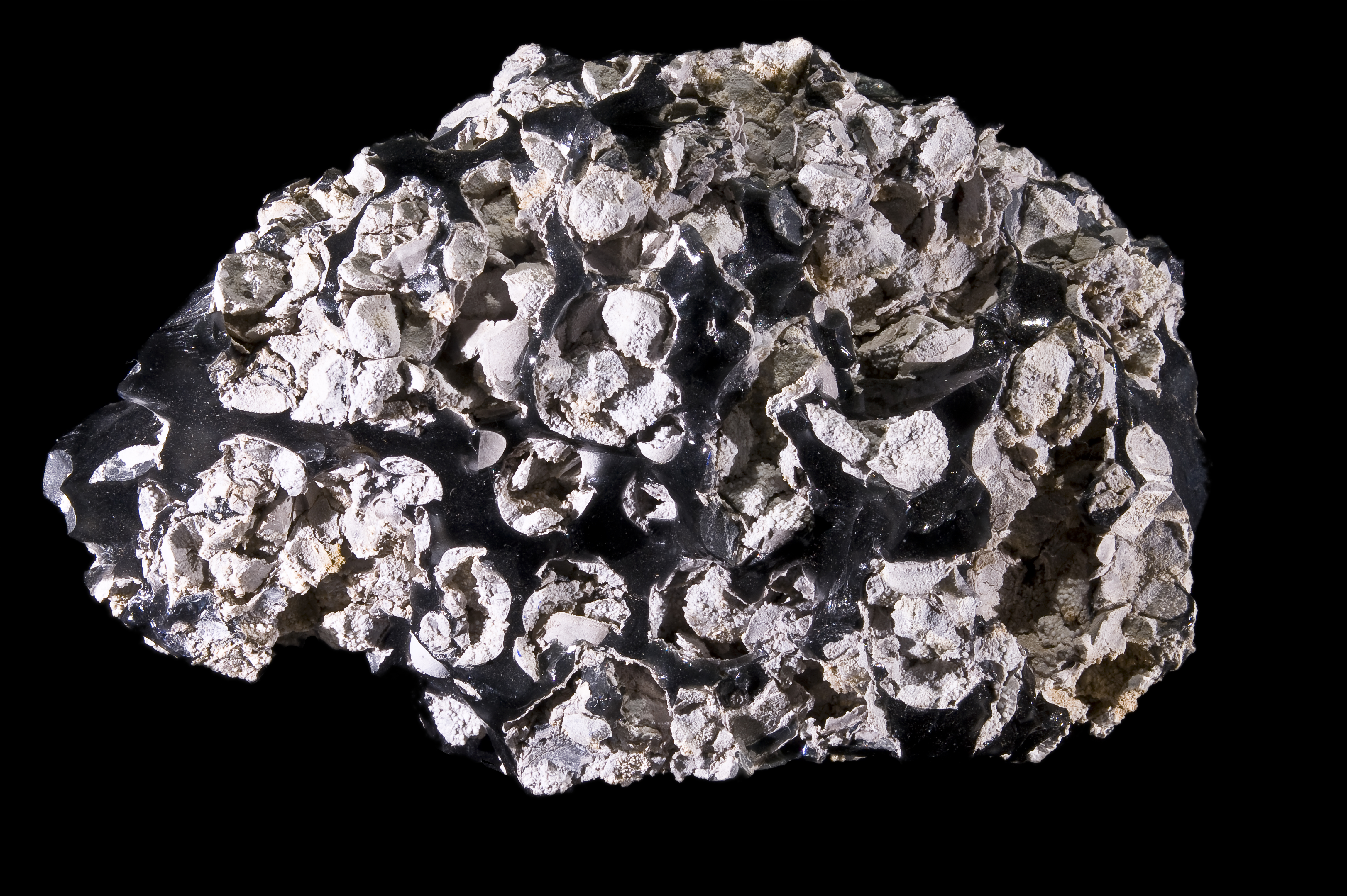
Cristobalite dans l'obsidienne - Californie, États-Unis - (14×8 cm).

  - Elle renseigne sur la température de formation des roches dans lesquelles elle a été trouvée.
- Comme pigment

La cristobalite se distingue par sa blancheur. Elle n'est pas d’un blanc aussi pur que le dioxyde de titane (blanc de titane), mais elle est toutefois plus lumineuse. Cette particularité l’a fait utiliser comme pigment pour les couleurs. Au vu de sa particulière inertie chimique, elle est très utile pour les pigments de marquages en extérieur (peintures et revêtement muraux). Elle peut donc se retrouver dans les poussières issues d'opérations de décapage des peintures par grenaillage ou sablage. C'est alors une cause potentielle de silicose et fait l'objet de normes de valeurs limites de moyenne d'exposition 
- Propriétés mécaniques
  - Sa remarquable stabilité mécanique, associée à son inertie chimique, en fait l'un des constituants des céramiques dentaires.
  - Elle entre dans la composition de produits d'étanchéité.
- Pierre ornementale
  - L’obsidienne, qui contient des cristaux de cristobalite, est connue sous le nom d’« obsidienne flocons de neige ». Elle sert alors de pierre ornementale pour confectionner des bijoux et de petites sculptures.

### Précautions d'emploi
Ce produit peut provoquer des silicoses quand il est inhalé de manière chronique, et c'est un cancérogène reconnu pour l'homme.